# Amisk River
Der Amisk River (amisk ist das Cree-Wort für „Biber“) ist ein 106 km langer rechter Nebenfluss des Beaver River in der kanadischen Provinz Alberta.
Der Amisk River hat seinen Ursprung im Amisk Lake, dessen Abfluss reguliert wird. Er fließt in überwiegend östlicher Richtung. Am Alberta Sekundär-Highway 866 mündet der Amisk River in den Beaver River. Das Einzugsgebiet des Amisk River umfasst ca. 2510 km². 

## Hydrometrie
Der mittlere Abfluss (MQ) am Abflusspegel 06AA002 (⊙) am Highway 36 19 km oberhalb der Mündung und einem effektiven Einzugsgebiet von 1880 km² beträgt 1,7 m³/s. Die mittleren monatlichen Abflüsse sind im Mai mit 4,62 m³/s am höchsten. Die Abflüsse können sehr stark schwanken. In der Vergangenheit gab es Jahre, in denen in einem der Monate April bis Juli mittlere Monatsabflüsse von mehr als 30 m³/s auftraten.